# معین‌رضا مطلبی
معین رضا مطلبی (زاده ۱۵ مرداد ۱۳۶۹ در مشهد) مدیر فیلمبرداری ایرانی است. او که جوان‌ترین مدیر فیلمبرداری سینمای ایران است و تاکنون ۱۱ فیلم بلند را فیلمبرداری کرده برای اولین بار مورد توجه عبدالرضا کاهانی قرار گرفت و برای فیلمبرداری فیلم وقت داریم حالا به فرانسه رفت.

## فعالیت سینمایی
مطلبی که برای اولین بار مورد توجه عبدالرضا کاهانی قرار گرفت بود و برای فیلمبرداری فیلم وقت داریم حالا به فرانسه رفت تا اولین همکاری‌شان کلید بخورد، آن‌ها همکاری‌شان را تا امروز ادامه داده‌اند و مطلبی بعد از آن فیلم‌های استراحت مطلق، ارادتمند؛ نازنین بهاره تینا، ما شما را دوست داریم خانم یایا را نیز فیلمبرداری کرد.

## فیلم‌شناسی
- وقت داریم حالا[۲]
- استراحت مطلق[۱]
- من[۳]
- ارادتمند؛ نازنین بهاره تینا[۴]
- دراکولا[۵]
- ایتالیا ایتالیا[۶]
- نیوکاسل
- ما شما را دوست داریم خانم یایا[۷]
- دم سرخ‌ها[۸]
- شب لرزه[۹]
- جمشیدیه